# كوجي سوزوكي (لاعب كرة قدم)
كوجي سوزوكي (باليابانية: 鈴木 孝司) (25 يوليو 1989 في كاناغاوا في اليابان – )؛ هو لاعب كرة قدم ياباني سابق كان يلعب كمهاجم.

## وصلات خارجية
- كوجي سوزوكي على موقع رابطة كرة القدم اليابانية للمحترفين (اليابانية)
- كوجي سوزوكي على موقع قاعدة بيانات كرة القدم.إي يو (الإنجليزية)
- كوجي سوزوكي على موقع Soccerway.com (الإنجليزية)
- كوجي سوزوكي على موقع عالم كرة القدم.نت (الإنجليزية)